# Fadogia graminea
Fadogia graminea är en måreväxtart som beskrevs av Herbert Fuller Wernham. Fadogia graminea ingår i släktet Fadogia och familjen måreväxter.
Artens utbredningsområde är Angola. Inga underarter finns listade i Catalogue of Life.